# Tatata Pimentel
Roberto Valfredo Bicca Pimentel, mais conhecido como Tatata Pimentel (Santa Maria, 16 de abril de 1938 — Porto Alegre, 24 de outubro de 2012), foi um apresentador de televisão, professor e jornalista brasileiro.

## Biografia

### Primeiros anos
Roberto nasceu em Santa Maria, no estado do Rio Grande do Sul, em 16 de abril de 1938. Recebeu o apelido de Tatata de suas irmãs mais novas durante a infância, quando tentava balbuciar as suas primeiras palavras. Aos sete anos de idade, mudou-se junto com sua família para a capital do estado, Porto Alegre.

### Carreira

#### Como professor
Em 1959, Tatata se graduou em Artes Dramáticas pela Universidade Federal do Rio Grande do Sul. Pouco tempo depois, se formou em Direito e em Letras. Em 1961, Tatata iniciou sua carreira de professor na escola agrícola Daniel de Oliveira Paiva, em Cachoerinha. Em 1965, foi professor na escola de idiomas Infante Dom Henrique e no Colégio Estadual Júlio de Castilhos, onde lecionou português e francês durante 10 e 15 anos, respectivamente. Durante sua graduação, Tatata ganhou uma bolsa de estudos em Línguas Neolatinas na Universidade de Dakar (atual Universidade Cheikh Anta Diop), no Senegal. Foi também professor de jornalismo na Pontifícia Universidade Católica do Rio Grande do Sul entre 1989 e 2000, quando passou a se dedicar somente a televisão.

#### Na televisão
A convite do jornalista José Antônio Daudt, Tatata começou sua carreira na televisão como jurado do programa Puxa, é a Gaúcha, apresentado por Hélio Wolfrid, na TV Gaúcha. Em 1974, foi contratado pela TV Difusora de Porto Alegre, onde atuou por quase 20 anos, participando de programas como Domingo Alegre, Show de Mulher e Portovisão. Saiu da emissora para assumir o programa Champanhe, na TV Guaíba.
Em 1996, foi convidado por Roberto Appel, então diretor da TVCOM, para comandar o programa diário Gente da Noite, até dezembro de 2011. Participou também do Café TVCOM, junto com Tânia Carvalho, Túlio Milman, José Antônio Pinheiro Machado, David Coimbra e Thedy Corrêa. Tatata esteve no Café TVCOM até janeiro de 2012, quando decidiu se aposentar. Foi também diretor do Museu de Artes do Rio Grande do Sul e do Atelier Livre da Secretaria Municipal de Cultura de Porto Alegre.

### Vida pessoal
Assumidamente homossexual, Tatata era assíduo frequentador de boates voltadas ao público LGBT em Porto Alegre. Também era apreciador de ópera, blues e música clássica, principalmente das obras do compositor alemão Johann Sebastian Bach. Tatata era fumante e pouco adepto de atividades físicas. Pouco antes de sua morte, Tatata já havia feito cirurgias para desobstruir as artérias do coração.

### Morte
Tatata Pimentel faleceu dormindo em seu apartamento, no bairro Cidade Baixa, em 24 de outubro de 2012, aos 74 anos, vítima de um infarto agudo do miocárdio. Seu corpo está sepultado no Cemitério São Miguel e Almas, em Porto Alegre.